# Corpo a Corpo
Corpo a Corpo é uma telenovela brasileira exibida pela TV Globo de 26 de novembro de 1984 a 21 de junho de 1985, em 179 capítulos. Substituiu Partido Alto e foi substituída por Roque Santeiro, sendo a 33.ª "novela das oito" produzida pela emissora.
Escrita por Gilberto Braga, com colaboração de Leonor Bassères, teve direção de Dennis Carvalho (também na direção geral) e Jayme Monjardim.
Contou com as atuações de Glória Menezes, Débora Duarte, Antônio Fagundes, Hugo Carvana, Joana Fomm, Flávio Galvão, Marcos Paulo, Zezé Motta e Stênio Garcia

## Sinopse
Eloá é uma mulher inteligente e ambiciosa, em busca de projeção social e profissional. Para tal, ela se empenha para se destacar na empresa de engenharia onde ela e o marido, Osmar, trabalham, a Fraga Dantas S.A. Osmar é um sujeito acomodado, sem grandes ambições, que não tem as mesmas perspectivas de ascensão que a mulher.
Durante uma festa, Eloá, frustrada por não ter conseguido uma promoção, conhece o misterioso Raul. Ele lhe garante que poderá fazer com que ela cresça em seu trabalho. Eloá começa a se destacar profissionalmente e sua ascensão acompanha, de maneira inversa, a derrocada de Osmar, gerando uma crise em seu até então inabalável casamento.
A situação entre os dois fica insustentável quando Eloá assume um cargo de direção e, por chantagem de Raul, é obrigada a demitir o marido. Com a influência de Raul, ela se torna presidente da empresa no exterior e viaja para o Cairo. Cansada de ser atormentada por ele, Eloá decide voltar e descobrir o que há por trás do pacto que fez com este homem.
Enquanto isso, Tereza se emprega como enfermeira na mansão da rica família Fraga Dantas com o objetivo de conquistar o patriarca, o viúvo Alfredo, e por fim aos seus problemas financeiros. Porém, este casamento e o pacto de Eloá e Raul fazem parte do plano de vingança de Tereza contra Osmar, homem que ela amou no passado, mas que preferiu Eloá.
Raul promete a Tereza que pode fazer Osmar se apaixonar por ela, mas com uma condição: ela teria de matar Alfredo Fraga Dantas. Tereza prepara a injeção letal, mas recua. A enfermeira, então, revela a Osmar que foi ela quem fez Raul se aproximar de Eloá, no intuito de separar o casal. A partir de então, desiste do amado, pois sabe que ele ama Eloá.
Osmar decide investigar a razão de Raul desejar a morte de Alfredo e descobre que seu irmão, Amauri, é quem está por trás de tudo. Ao longo da trama, Alfredo se envolve com Lúcia Gouveia, ex-mulher de Amauri, e se casa com ela. A arrivista Lúcia busca a estabilidade por meio de casamentos com homens ricos. Revoltado, Amauri planeja matar o rival.

## Elenco
| Interprete         | Personagem                                                         |
| ------------------ | ------------------------------------------------------------------ |
| Glória Menezes     | Maria Tereza Fonseca / Maria Tereza Fraga Dantas (Tereza / Marita) |
| Débora Duarte      | Eloá Marcondes Pelegrini                                           |
| Antônio Fagundes   | Osmar Pelegrini                                                    |
| Hugo Carvana       | Alfredo Fraga Dantas                                               |
| Joana Fomm         | Lúcia Gouveia                                                      |
| Flávio Galvão      | Raul Monteiro (O Diabo)                                            |
| Marcos Paulo       | Cláudio Fraga Dantas                                               |
| Zezé Motta         | Sônia Rangel Fraga Dantas                                          |
| Stênio Garcia      | Amauri Pelegrini                                                   |
| Lauro Corona       | Rafael da Motta (Rafa)                                             |
| Malu Mader         | Beatriz Fraga-Dantas Motta (Bia)                                   |
| Caíque Ferreira    | José Carlos Maciel (Zeca)                                          |
| Andréa Beltrão     | Angela Mendes Machado                                              |
| Eloísa Mafalda     | Guiomar da Motta                                                   |
| Renata Fronzi      | Zoraide da Motta                                                   |
| Luíza Tomé         | Alice Gouveia                                                      |
| Mila Moreira       | Christina Werneck                                                  |
| Marcelo Picchi     | Olavo Fraga Dantas                                                 |
| Lília Cabral       | Margarida Fraga Dantas                                             |
| Isabela Garcia     | Heloísa Fonseca                                                    |
| Íris Bruzzi        | Vânia Fonseca                                                      |
| Odilon Wagner      | Rogério                                                            |
| Tânia Scher        | Nádia                                                              |
| José de Abreu      | Victor                                                             |
| Ruth de Souza      | Jurema Nascimento Rangel                                           |
| Clementino Kelé    | Floriano Jardim                                                    |
| Duse Nacaratti     | Virgínia Cantanhede                                                |
| Zeni Pereira       | Odete Paiva Manhães                                                |
| Cosme dos Santos   | Wanderley Paiva Manhães                                            |
| Yaçanã Martins     | Shirley                                                            |
| Rosane Gofman      | Jalusa                                                             |
| Maria Helena Pader | Palmira Cantanhede                                                 |
| João Paulo Adour   | Orlando                                                            |
| Cidinha Milan      | Neide                                                              |
| Paulo Figueiredo   | Tadeu                                                              |
| Ricardo Blat       | Nuno                                                               |
| Waldyr Sant'anna   | César                                                              |
| Selton Mello       | Ronaldo Pelegrini                                                  |
| Giovanna Pieck     | Isabel Fraga Dantas                                                |
| Daphne Bastos      | Margareth Fraga Dantas                                             |
| Eliane Neves       | Laura Rangel (Laurinha)                                            |
| Alexandre Garcia   | Ricardo                                                            |

### Participações especiais
- Adriana Bôscoli – Suzy secretária da Fraga Dantas
- Alfredo Martins- Delegado que prende Sônia por causa do quadro de Lúcia, depois repreende Guiomar
- Ana Lúcia Torre - Olga
- Ângela Avilles – Lourdes
- Aracy Cardoso - Assistente social no presídio onde Tereza cumpre pena
- Arlete Salles – Suzana convidada da festa de Cristina/confunde Osmar com dono de fábrica
- Antônio Grassi - promotor no julgamento de Tereza, Raul e Rogério
- Auriéia Araújo - Dona Rosália (vizinha de Tia Carmem)
- Beth Castro - Isabel, depois chamada de Daniela (funcionária de Sônia)
- Bia Seidl – Laís
- César Augusto – Bispo que benze as instalações da ordenha mecânica da Fazenda Santa Cecília
- Ciella Guerreieo – Empregada de Zeca
- Cinira Camargo – Sílvia Abrantes
- Clemente Viscaíno – Professor de Bia e Laís
- Cleyde Blota – Andréa Feitosa
- Cristina Galvão -  Recepcionista na clínica do Dr. Sérgio, o médico que operou Guiomar
- Dennis Carvalho – Maurício
- Danton Mello – amiguinho de Ronaldo, de Santa Teresa (figuração)[1]
- Enock Batista - Homem na instituição religiosa que recebe as roupas doadas por Tereza
- Érica Kupper - Mulher paga por Raul para se passar por Teresa na casa de Osmar e enganar Eloá
- Ernani Moraes - Fotógrafo questionado por Eloá sobre a foto tirada com Raul, no início
- Fernando Carvalho - Engenheiro na Fraga Dantas
- Francisco Dantas - Advogado e amigo de Tia Carmem
- Francisco Nagem -  Lojista que incomoda-se com as barracas de camelôs e discute com Guiomar
- Hemílcio Fróes – Dr. Costa
- Gilberto Porto - Office boy na Fraga Dantas
- Hélio Guerra – funcionário na obra que informa Osmar os desvios de cimento, que foram provocados por Darci
- Ida Gomes – Hermengarda
- Ilka Soares - Márcia
- Isolda Cresta – Verinha de Souza
- Ivan Mesquita – Inspetor Andrade
- Jayme Periard - funcionário do restaurante de Haroldo (figuração)
- Jalusa Barcellos – Funcionaria Loja Fotográfica
- Joana Rocha – Eliete
- Jorge Ramos – Emiliano
- Jorge Cerruti - Executivo da Fraga Dantas
- Jorge Cherques -  juiz no julgamento de Tereza, Raul e Rogério
- José Augusto Branco - Apresentador na cerimônia de entrega do prêmio vencido por Bia, no final
- José Dumont – Darcy
- Joyce de Oliveira – Isabel Fraga Dantas
- Kika Borja - Leila (amiga de Alice)
- Kleber Drable – Padre Augusto
- Leonardo José  – Detetive que detém Sônia no leilão
- Luiz Magnelli  – Mestre de obras da Fraga Dantas
- Massaroca – Alipio
- Marco Miranda - Frederico Advogado da Fraga Dantas
- Marina Colasanti – ela mesma
- Maria Cláudia – Apresentadora cerimônia mulheres do ano
- Maria Lúcia Dahl - Miriam
- Manoel Elizário – Copeiro na Fraga Dantas
- Melise Maia – Magdala (telefonista da Fraga Dantas)
- Milton Moraes - Dr. Humberto (advogado de Tereza)
- Moacyr Deriquém - como ele mesmo, convidado na festa de Márcia, no início
- Moacir Prinna - Diretor da Fraga Dantas
- Newton Prado – William Maciel
- Nilson Accioly – Horácio
- Orion Ximnes - funcionário do órgão que apreendeu os produtos dos camelôs, tenta acalmá-los
- Paschoal Villaboim – Luiz
- Paulo Betti – Murilo Maciel
- Paulo Henrique Souto - Humberto Mauro (jardineiro na mansão dos Fraga Dantas)
- Paula Leal – Arrumadeira na casa de Alfredo
- Rafael Ponzi - Médico na fazenda Santa Cecília
- Regina Dourado - Marly Sampaio (grã-fina fã de Eloá)
- Ricardo Cunha – Engenheiro na Fraga Dantas
- Ricardo Mariano -  operário que informa Eloá que Osmar já saiu da obra, quando ela está procurando-o
- Ricardo Waddington -  vendedor do pacote turístico para a Disneylândia com o qual Eloá presenteia Ronaldo
- Roberto Marconi – Engenheiro na Fraga Dantas
- Rogério Ehrlich - como ele mesmo, fotógrafo que faz um ensaio com Alice
- Romeu Evaristo - Romeu (novo copeiro na mansão Fraga Dantas, para revezar com Vanderlei)
- Rômulo Arantes -  como ele mesmo, convidado na festa de Márcia, no início
- Rubem de Bem - Dagoberto (funcionário de Alfredo a quem ele pede que compre um bilhete premiado) / agente penitenciário no presídio onde Raul cumpre pena
- Ruy Leal – Paulo Roberto Feitosa chefe do Amauri a quem ele vende o chip
- Sandra Barreto - Tia Carmem (tia de Osmar e Amauri que deixa uma herança para Osmar)
- Selva Mello - vizinha de Eloá em Santa Teresa, conversando com Palmira
- Sérgio Madureira - como ele mesmo, produzindo uma peça publicitária com Zeca para a Vita Vídeo
- Sérgio Mox - Lauro (camelô amigo de Guiomar)
- Sérgio Maia - Ivan Sarmento
- Silas Andrade – Eng. Camões
- Silveirinha - Domingos (lavrador na Fazenda Santa Cecília)
- Sônia Ayres – Zélia (babá de Margareth)
- Suely Franco - detenta no presídio onde Tereza cumpre pena
- Suzane Carvalho - Anita (secretária da Vita Vídeo, depois substituída por Alice)
- Tony Ferreira - apresentador na cerimônia do Prêmio Mulher do Ano
- Turíbio Ruiz - Machado (pai de Ângela, morre no primeiro capítulo, na enchente em Blumen
- Vanda Alves - faxineira na Fraga Dantas
- Vera Holtz - Amiga de Eloá
- Virginia Campos - Clarinha (moça com quem Zeca flerta durante uma sessão de vídeo em sua casa)
- Wagner Tiso - como ele mesmo, convidado na festa de Márcia, no início, depois em uma reunião na casa de Zeca
- Waldir Onofre - Antônio Rangel (primeiro marido de Jurema, pai de Sônia e Laurinha, morre no início)
- Watusi - como ela mesma, apresentando-se no show com Grande Otelo em que Cláudio leva os clientes gringos
- Monique Evans - ela mesma
- Marina Lima - ela mesma
- Zizi Possi - ela mesma
- Romulo Arantes - ele mesmo
- Ritchie - ele mesmo
- Wagner Tiso - ele mesmo
- Fagner - ele mesmo
- Lobão - ele mesmo
- Moacyr Deriquém - ele mesmo
- Marilena Cury - ela mesma
- Ney Galvão - ele mesmo
- Grande Otelo - ele mesmo

## Produção
Gilberto Braga estruturou sua narrativa em torno de personagens femininas fortes: uma mulher que perde o homem que ama e planeja vingança para arruinar seu casamento – Tereza (Glória Menezes); uma mulher que faz um pacto com o diabo para avançar na carreira – Eloá (Débora Duarte) – e tem que enfrentar o machismo do marido enquanto ele luta para aceitar que o sucesso profissional dela supere o seu; uma mulher que sofre racismo, mas cujo sangue acaba salvando o mesmo homem que a oprimiu e maltratou – Sônia (Zezé Motta); e uma mulher da alta sociedade que, apesar de tentar manter o seu estatuto social através de um casamento de conveniência, permanece emocionalmente ligada a um amor passado – Lúcia (Joana Fomm).
Tal como acontece com muitas novelas de Gilberto Braga, o cinema teve um papel crucial na inspiração de Corpo a Corpo. A estrutura do enredo foi influenciada por Vertigo, de Alfred Hitchcock, que também apresenta uma narrativa em duas partes que leva à revelação de que os personagens foram manipulados em um esquema complexo. A novela até pegou emprestado elementos da trilha sonora com tom de suspense de Bernard Herrmann. Outra referência ao thriller de Hitchcock foi a inclusão de corpos em queda: Rogério (Odilon Wagner) no final da primeira parte e Raul (Flávio Galvão) no final da segunda.
O conflito entre Eloá e Osmar (Antônio Fagundes) inspirou-se em Nasce Uma Estrela, clássico de Hollywood com três adaptações naquela época (1937, 1954 e 1976). Ao contrário dos filmes, onde a protagonista feminina costuma ser uma cantora, Eloá foi retratada como engenheira na novela. Um momento particularmente memorável ocorre no episódio 60, quando Osmar, bêbado, invade uma cerimônia de premiação onde Eloá está sendo homenageada – uma cena que reflete a do filme.
No capítulo final de Corpo a Corpo, Bia (Malu Mader) recebe um prêmio, mas seu marido Rafael (Lauro Corona) faz uma aparição inesperada. A forma como a cena foi filmada, incluindo a trilha sonora, homenageou Carrie (1976), de Brian De Palma.
Outra inspiração para Gilberto Braga veio da literatura: o romance “A Dama das Camélias”, de Alexandre Dumas (filho), na trama em que o vilão Alfredo (Hugo Carvana) chantageia Sônia para ela se afastar de seu filho Cláudio (Marcos Paulo). Como no livro, a heroína se afasta e muda de cidade com outro homem, mesmo amando o anterior. “A Dama das Camélias”, aliás, foi o primeiro trabalho de Gilberto na TV, adaptado para o Caso Especial exibido no final de 1972.
Além disso, a última cena entre os personagens de Antônio Fagundes e Débora Duarte foi uma referência direta ao clássico filme My Fair Lady.
Em 2008, Gilberto Braga revelou ao livro “Autores, Histórias da Teledramaturgia” , do Projeto Memória Globo, a sua predileção por Corpo a Corpo:
“Sempre pensei ‘Por que falam de Dancin’ Days e Água Viva quando citam meus sucessos e não falam de Corpo a Corpo?’ Era uma novela extremamente bem-feita, com uma trama bem armada, baseada em histórias de ascensão social e vingança (…) Até hoje é muito elogiada por escritores [de novelas].” Gilberto colocava Corpo a Corpo no mesmo patamar de suas novelas mais populares. “Fiz a novela que eu quis”, dizia, orgulhoso. Ao mesmo tempo, sempre manifestou frustração com o fato de a novela não ter permanecido no imaginário popular.
Em 2009, ao livro “A Seguir, Cenas do Próximo Capítulo” , escrito por  André Bernardo e Cintia Lopes, o Gilberto afirmou que "Na minha opinião, Corpo a Corpo é minha melhor novela.”

### Escolha do elenco
Gilberto Braga não aprovava a escalação de Débora Duarte como uma das protagonistas. Ao livro “A Seguir, Cenas do Próximo Capítulo”, o autor afirmou: “Débora Duarte é extraordinária, mas, convenhamos, não é o primeiro nome de uma novela.” “Débora Duarte é grande atriz, na época da novela estava fantástica, mas é pouco para primeiro nome, e isso é essencial”, disse em outra ocasião. Essa avaliação pode soar injusta, mas Gilberto a repetiu tantas vezes que parecia, realmente, convencido dela: “Débora fez brilhantemente o papel, mas não era a Sônia Braga em Dancin’ Days. E isso conta muito pra uma novela ficar. O público se liga muito em estrelas".
De acordo com o jornal Última Hora, alguns dos primeiros nomes escalados não vingaram: Renée de Vielmond seria Eloá (substituída por Débora Duarte) e Débora Bloch seria Bia (que foi para Malu Mader). 
Gracinda Freire, que havia sido confirmada para a novelas, passou a não fazer mais parte do elenco. Sua personagem integraria uma família cujo destaque seria vivido por Lima Duarte. No entanto, devido a outros compromissos, o ator não pôde aceitar o papel, o que levou o autor Gilberto Braga a reestruturar a trama. Com a exclusão dessa família, Gracinda também acabou deixando a produção.
Cláudia Jimenez, que já estava confirmada, também ficou de fora da novela após se tornar fixa no elenco do Chico Anysio Show.
Roberto Faissal, que já havia sido confirmado na trama, também acabou ficando de fora da novela. Inicialmente, ele interpretaria o pai de Zeca (Caique Ferreira). Gilberto Braga decidiu remover o personagem do pai de Zeca da história.
Antonio Fagundes conta que, a princípio, recusou o convite para integrar o elenco da trama de Corpo a Corpo, pois tinha uma viagem agendada. O ator ia passar um mês em Nova York e não havia como cancelar o compromisso. Gilberto Braga, então, propôs que ele gravasse, antes da viagem, todas as cenas em que seu personagem apareceria no primeiro mês de novela. O autor escreveu antecipadamente as cenas de Fagundes, que gravou todas as sequências iniciais de Osmar, seu personagem, antes do resto do elenco.
Joana Fomm ganhou a sua segunda vilã,  sendo a primeira em Dancin' Days, onde ela deu vida a socialite Yolanda Piratini, também de Gilberto Braga, em Corpo a Corpo ela interpretou Lúcia Gouveia. A atriz lembra que a vilania era tamanha que houve casos de telespectadores confundindo atriz e personagem.

### Gravações
A novela foi filmada nos estúdios da Globo no Jardim Botânico. O primeiro capítulo de Corpo a Corpo retratou o desespero de Guiomar (Eloísa Mafalda) e Machado (Turíbio Ruiz) quando a casa deles foi inundada por uma enchente, resultando na morte de Machado. A equipe de produção não mediu esforços para recriar o desastre. A cena foi filmada durante dois dias em uma fazenda em Guaratiba, no Rio de Janeiro, mas durou apenas 20 segundos na tela. Para simular a enchente, foi cavada uma fossa de 9,5 metros de comprimento, 6 metros de largura e 1,6 metros de profundidade, revestida com plástico para reter água. Para criar o efeito de fortes chuvas, foram utilizados 20 caminhões-pipa.
Corpo a Corpo teve o bairro de Santa Teresa, na cidade do Rio de Janeiro, como um dos cenários da trama. Com muitas gravações pelo local, era lá onde morava a família de Eloá e onde ficava o casarão de Zoraide (Renata Fronzi), no qual moravam vários personagens.
A novela também teve gravações na Penitenciária Talavera Bruce, em Bangu, na Zona Oeste do Rio, na fase em que Tereza (Glória Menezes) cumpriu sua pena.
A equipe de produção viajou para gravar sequências em Madrid, na Espanha, onde Eloá encontrou Raul sem o disfarce do Diabo, e no Cairo, no Egito, para onde Eloá e seu filho foram morar – na mesma época em que o Cairo também recebeu a equipe da novela das sete, Um Sonho a Mais, que estava estreando.
Na reta final da novela, Caíque Ferreira – que vivia na trama o publicitário Zeca -, acometido de uma pneumonia, precisou ausentar-se da produção, sem garantia de retorno. O último capítulo com o ator foi o de número 161. A partir do capítulo 165, Paulo Betti entrou para Corpo a Corpo como Murilo, um primo de Zeca, substituindo Caíque. Contudo, o ator, recuperado da doença, retornou no último capítulo.

### Censura
Gilberto Braga manteve o espectador sob suspense, durante boa parte da história, sem esclarecer se o personagem de Flávio Galvão era o Diabo ou não. Até a Censura Federal se confundiu e, dias depois da estreia, mandou dois ofícios para a Globo pedindo esclarecimentos sobre “os possíveis fenômenos sobrenaturais”. Os censores temiam que a novela pudesse causar “dano iminente à formação psíquica” do público infantil.
Em resposta, a Globo enviou uma carta na qual Gilberto informava que não havia nada de sobrenatural na trama e que era tudo um golpe.

## Controvérsias

### Racismo
Corpo a Corpo foi uma das primeiras novelas a tratar o racismo de maneira direta e impactante. Cláudio (Marcos Paulo) era um jovem rico e de espírito rebelde, que vivia em conflito com seu pai, Alfredo Fraga Dantas (Hugo Carvana), um homem conservador, autoritário e profundamente preconceituoso. Cláudio se apaixona por Sônia (Zezé Motta), uma mulher negra de origem humilde, mas uma paisagista culta e bem informada. A relação entre os dois é fortemente rejeitada por Alfredo, que não aceitava ver seu filho envolvido com uma mulher negra.
Diante da hostilidade da família Fraga Dantas, Sônia, mesmo amando Cláudio, decide terminar o relacionamento. No entanto, o destino a mantém ligada a essa família de maneira inesperada. Alfredo sofre um grave acidente ao cair do cavalo, resultando em uma fratura exposta na tíbia. Para sobreviver, ele precisa urgentemente de uma transfusão de sangue, e a única pessoa compatível é justamente Sônia, que tem o tipo sanguíneo O negativo. Assim, ironicamente, é o sangue dela que acaba salvando a vida do patriarca que tanto a desprezava. Além disso, Sônia também enfrenta o racismo de Lúcia (Joana Fomm), uma das vilãs da trama, e até mesmo de Zeni, a empregada doméstica da família Fraga Dantas, que, apesar de também ser negra, reproduz o racismo internalizado.
Dessa forma, Gilberto Braga expôs não apenas o racismo vindo da elite conservadora, mas também o racismo internalizado, mostrando como o preconceito pode estar presente em diferentes camadas sociais.Apesar da tentativa de Gilberto Braga de entender como a sociedade era racista, o público não gostou nada disso. Uma pesquisa para aferir a aderência do público sobre o casal Sônia e Cláudio surpreendeu todos os profissionais envolvidos. Zezé Motta narrou o ocorrido no documentário A Negação do Brasil, de Joel Zito Araújo: “As reações foram violentas (…) Um homem disse que se fosse ator e estivesse precisando de dinheiro e a televisão obrigasse a beijar uma negra feia e horrorosa ‘como aquela’, chegaria em casa todos os dias e desinfetaria a boca com água sanitária. (…) Teve uma empregada doméstica que disse que toda vez que o casal se beijava, ela trocava de canal porque não acreditava nesse amor. (…) Outro disse que não acreditava que Marcos Paulo estivesse tão necessitado de dinheiro para passar por essa humilhação.” 
Zezé Motta afirmou que Gilberto escreveu uma cena baseada em um fato presenciado por ele: Sônia estava em um jantar na mansão dos Fraga Dantas e a empregada, negra (vivida por Zeni Pereira), se negou a servi-la – por Sônia ser negra.
Em setembro de 2022, no programa Encontro com Patricia Poeta, da TV Globo, Zezé relatou que "Foi uma loucura, uma surpresa super desagradável para todos nós. Para o autor, para mim, para o Marquinhos. O Marcos Paulo chegava em casa e tinha recados na secretária eletrônica dele. Era aquela época da secretária eletrônica, né? Recados desaforados, revoltados e agressivos dizendo 'eu não acredito nesse casal, você beijando aquela mulher horrorosa."
Em março de 1985, a atriz Ruth de Souza – que vivia Jurema, a mãe de Sônia – deu uma entrevista para a revista Amiga criticando a pouca importância de sua personagem na trama e a abordagem do racismo na novela: “Ninguém se preocupa ou pensa com o sentimento do negro.”
A primeira resposta de Gilberto Braga foi dizer que Ruth o deixou “muito magoado”. Depois, defendeu o seu trabalho: “Uma forma de eu me posicionar contra o preconceito racial foi mostrar todos os personagens positivos da novela como voluntariamente antirracistas, enquanto que todos os vilões são justamente o contrário.”
Ao final de Corpo a Corpo, tanto Gilberto quanto Ruth foram premiados, por indicação da vereadora Benedita da Silva, com a medalha Pedro Ernesto. A atriz não foi à Câmara dos Vereadores do Rio de Janeiro receber a honraria.

## Exibição
Foi reexibida pelo canal Viva de 24 de junho de 2024 a 17 de janeiro de 2025, substituindo Direito de Amar e sendo substituída por Plumas & Paetês na faixa das 14h40, com reprises à 0h30 e maratona semanal aos domingos. A versão exibida trata-se da internacional, mas adaptada para a mesma quantidade de capítulos da original, uma vez que a edição integral da trama não se encontrava mais disponível nos acervos da TV Globo. É a primeira vez que a obra ganha uma reprise, 40 anos após sua exibição original. Em 2000, a novela chegou a ser considerada para reprise no Vale a Pena Ver de Novo, junto de outros títulos.

### Outras Mídias
Em 10 de fevereiro de 2025, foi disponibilizada na versão internacional pelo Globoplay, como parte do Projeto Resgate.

### Exibição internacional
A novela foi vendida para países da América Latina, além de Bulgária, Canadá, Espanha, Portugal, República Dominicana e Turquia.

## Repercussão
Na época de sua exibição original, Corpo a Corpo foi um sucesso, tendo registrado média de 52 pontos no IBOPE, a melhor audiência de uma novela das oito desde Baila Comigo, em 1981.
Apesar do sucesso, a novela enfrentou críticas, especialmente durante a segunda fase, iniciada no capítulo 83, devido à dificuldade de Gilberto Braga em manter o ritmo envolvente da primeira. Para piorar, o autor recebeu a ordem de estender Corpo a Corpo em mais vinte capítulos, garantindo tempo para que sua sucessora, Roque Santeiro — a grande aposta para as comemorações dos 20 anos da TV Globo, em 1985 —, pudesse estrear com folga.
Em junho de 1985, em entrevista ao Jornal O Globo, Gilberto foi questionado se o esticamento da novela atrapalhou a densidade da história. Em resposta, Gilberto afirmou que "Acho que atrapalhou bastante numa certa fase. A novela ficou meio sem graça, repetitiva, mas isso foi superado. Escrever 150 capítulos já é dificílimo; 179 é inacreditável, principalmente se foram combinados 150. É como chegar, de repente, "pra" um nadador que tem de nadar 5 mil metros e dizer: "Vai nadar mais mil". O cara, irremediavelmente, perde um pouco de fôlego e só pode se recuperar quando falta pouco "pro" o final."

## Música

### Nacional
1. Um Grande Amor - Fagner (tema de Amauri)
2. Corra e Olhe o Céu - Beth Carvalho (tema de Sônia e de Eloá e Victor)
3. Nada Mais (Lately) - Gal Costa (tema de Tereza)
4. Onde é Que a Gente Vai? - Dalto (tema de Rafael)
5. Para Lennon e McCartney - Elis Regina (tema de Cláudio)
6. Papel Marché - João Bosco (tema de Osmar)
7. Tão Beata, Tão à Toa - Marina Lima (tema de abertura)
8. Para Eu Parar de Me Doer - Maria Bethânia (tema de Eloá)
9. Sorvete - Caetano Veloso (tema de Rafael e Bia)
10. Um Desejo Só Não Basta - Simone (tema de Alice)
11. Baby Suporte - Barão Vermelho (tema de Heloísa)
12. Férias de Verão - Sandra Sá (tema de Bia)
13. A Mulher Invisível - Ritchie (tema de Zeca)
14. Dê Um Rolê - Zizi Possi (tema geral) e ainda:
15. Coração de Estudante - Instrumental (tema de Cláudio e Sônia)

### Internacional
1. Too Late For Goodbyes - Julian Lennon (tema de Ronaldo)
2. Still Loving You - Scorpions (tema de Zeca)
3. Body Rock - Maria Vidal (tema de locação)
4. What About Me? - Kenny Rogers, Kim Carnes and James Ingram (tema de Bia e Rafael)
5. Sex Appeal - Sophie St. Laurent
6. Autumn - Season of Love (tema romântico geral)
7. Taste So Good - File 13 (tema geral)
8. Purple Rain - Prince & The Revolution (tema de Zeca e Alice)
9. Missing You - Diana Ross (tema de Lúcia e Amauri)
10. I Feel For You - Chaka Khan (tema de locação)
11. Edge Of a Dream - Joe Cocker (tema de Cláudio e Sônia)
12. Make No Mistake, He's Mine - Barbra Streisand and Kim Carnes (tema de Eloá e Osmar)
13. Bonita - Maysa (tema de Tereza e Alfredo)
14. Agadoo - Black Lace